# Kartaczownica Reffye

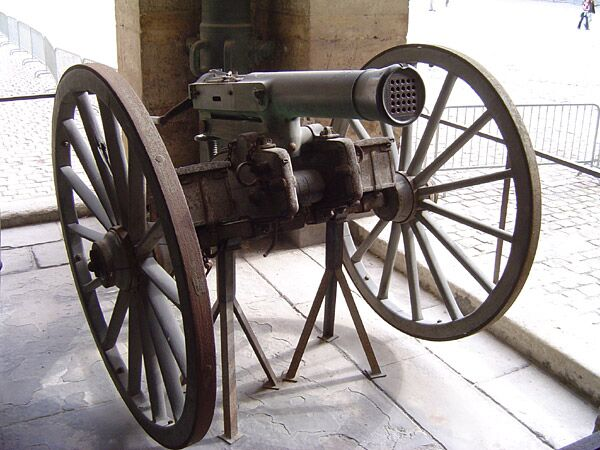
Kartaczownica Reffye – widok z przodu

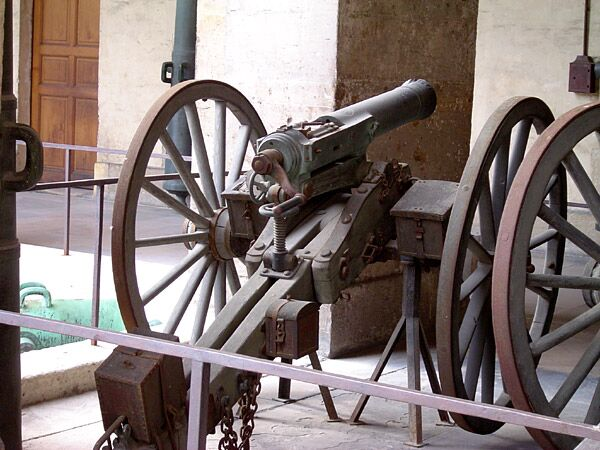
Mitralieza Reffye – widok z tyłu

Kartaczownica Reffye – francuska kartaczownica salwowa, będąca udoskonaloną modyfikacją wcześniejszej konstrukcji belgijskiej Josepha Montigny'ego, opracowaną przez Jeana-Baptiste'a Verchère'a de Reffye.

## Historia konstrukcji
Pierwowzór tej broni stanowiła wynaleziona w 1851 r. kartaczownica belgijskiego kapitana Fafchampsa, technicznie dopracowana i wprowadzona w 1863 do produkcji przez inż. J. Montigny. W następstwie zainteresowania tą konstrukcją Francuzów w zakładach zbrojeniowych w Meudon została opracowana jej nowa wersja pod kierunkiem zarządzającego tym arsenałem generała artylerii de Reffye'a, i przyjęta do uzbrojenia armii francuskiej w 1866 roku.

## Opis i działanie
Kartaczownica Reffye zamiast oryginalnych 37 luf kalibru 11 mm posiadała ich 25 o kalibrze 13 mm objętych  metalowym płaszczem (tj. w rurowej obudowie) i zamontowanych na artyleryjskim podwoziu. Ładowana była odtylcowo za pomocą wsuwanego w otwór zamka bloku płytowego magazynka, wypełnionego nabojami tak, że ich rozmieszczenie odpowiadało układowi luf. Po odsunięciu tylnej części zamka, do broni wsuwano magazynek, po czym ponownie zamykano blok zamka. Broń uruchamiano korbą połączoną z zespołem 25 zamków, powodując załadowanie pocisku, odpalenie i wyrzucenie łuski. Wystrzeliwanie odbywało się kolejno z każdego rzędu luf (niektóre wersje przystosowano do strzelania salwą).  
Z broni tej (nazywanej również kartaczownicą Meudon) o masie 800 kg, można było teoretycznie wystrzelić maksymalnie 300 pocisków na minutę, praktyczna szybkostrzelność wynosiła 130 pocisków/min. W teorii kartaczownica Reffye'a miała prowadzić celny ogień na odległość około 1800 metrów.

## Zastosowanie i wykorzystanie
Do 1870 roku przyjęcie do uzbrojenia armii francuskiej kartaczownicy Reffye było utrzymywane w ścisłej tajemnicy. Dzięki temu zastosowanie kartaczownic podczas wojny francusko-pruskiej miało być istotnym zaskoczeniem dla wojsk pruskich, które jednak świadome zagrożenia, unikały większych strat poprzez taktyczne rozpraszanie swej piechoty. Zarazem po stronie francuskiej nie opracowano taktyki użycia nowej broni. W starciach mitraliezy najczęściej wykorzystywano jak działa polowe, co nie tylko obniżało skuteczność prowadzonego ognia, lecz także narażało obsługi na duże straty od ognia nieprzyjacielskiej artylerii z większego dystansu. W nielicznych przypadkach, gdy kartaczownice rozmieszczano w szykach piechoty dla prowadzenia ognia flankującego do nacierających kolumn wojsk pruskich, okazały się one bronią bardzo skuteczną. Po wojnie francusko-pruskiej o przypadkach skutecznego zastosowania kartaczownic zapomniano, a po roku 1885 zostały one zastąpione karabinami maszynowymi.
Z technicznego punktu widzenia kartaczownica nie jest karabinem maszynowym, gdyż przeładowywanie następuje ręcznie, a nie automatycznie. Mimo to w języku francuskim słowo mitrailleuse oznacza karabin maszynowy.